# Aglais bimaculata
Aglais bimaculata är en fjärilsart som beskrevs av Bubacek 1923. Aglais bimaculata ingår i släktet Aglais och familjen praktfjärilar. Inga underarter finns listade i Catalogue of Life.